# Enduro (cyclisme)

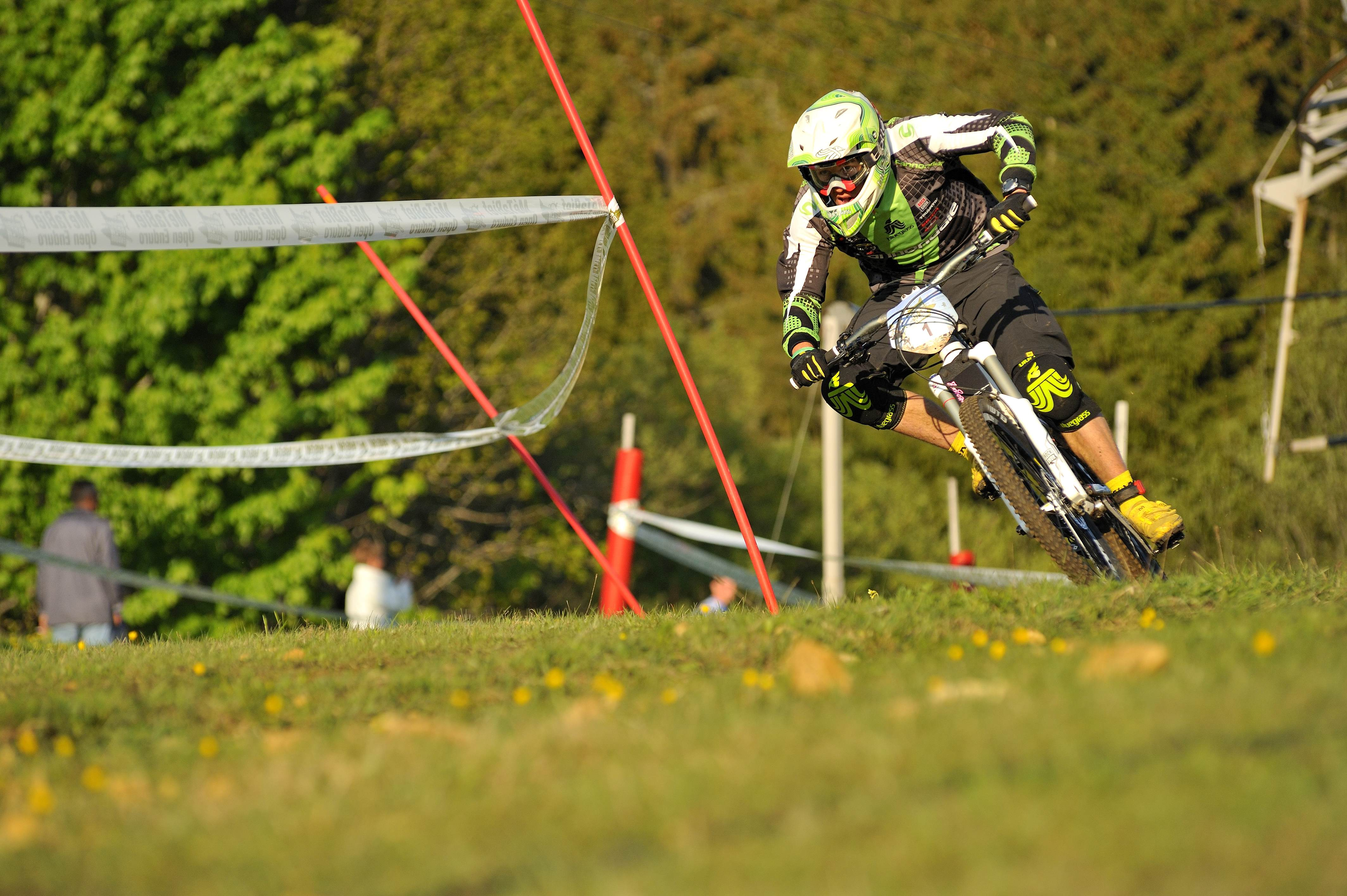
Le pilote d'Enduro Jérôme Clementz.

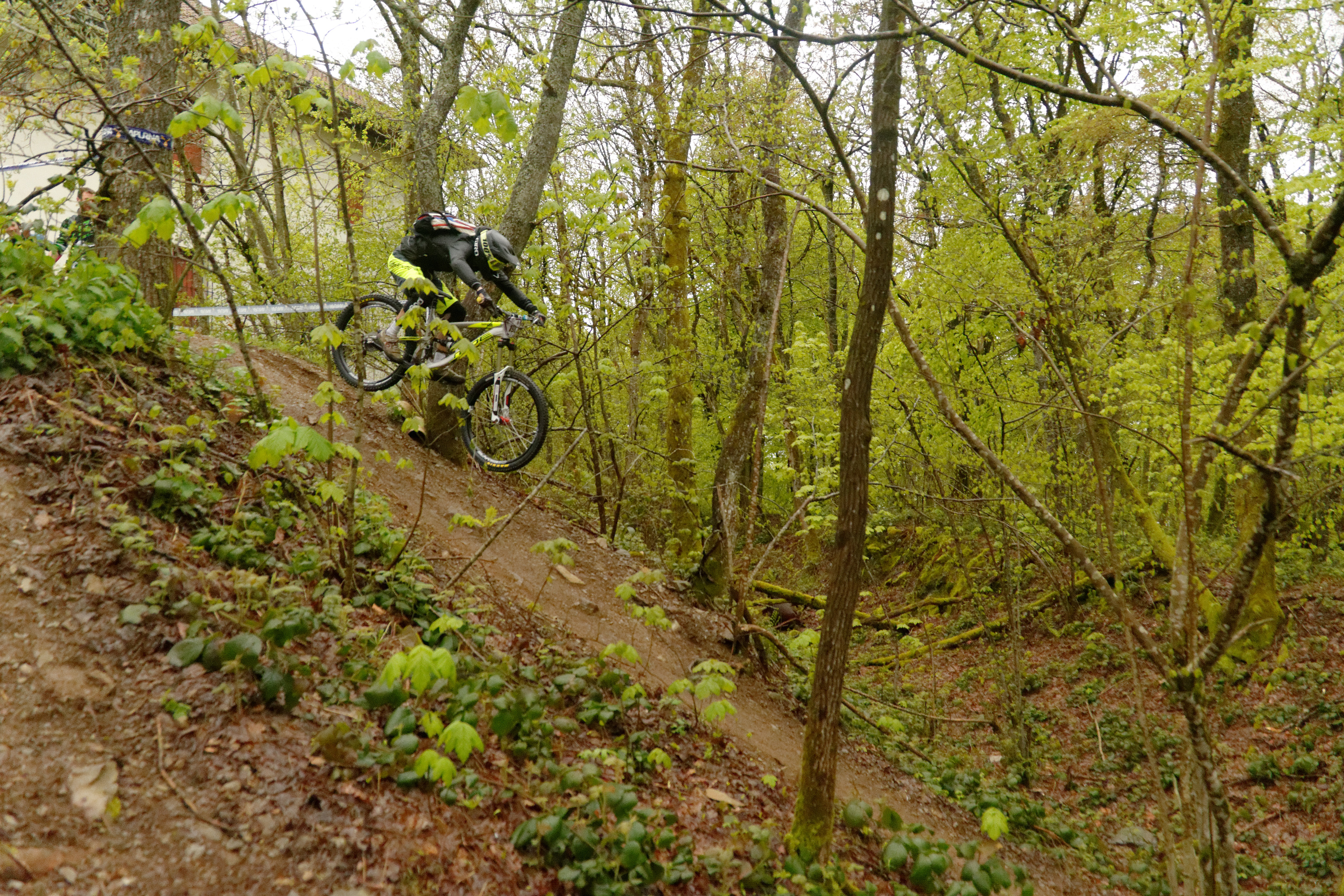
Un concurrent lors de l'enduro du lion à Belfort en 2016.

Pour les articles homonymes, voir Enduro (homonymie).
L'enduro est une discipline de vélo tout terrain apparue dans les années 2000 principalement en France, grâce notamment au développement technologique des vélos. C'est une discipline héritée de la discipline moto qui mêle des éléments du VTT de descente et du cross-country. Toutefois, le terme d'enduro peut faire référence à plusieurs disciplines légèrement différentes, bien que les équipements et les pilotes soient les mêmes.
Au départ appellation commerciale pour un certain type de vélo, l'enduro est finalement devenu une véritable discipline du VTT. En 2011, l'UCI lance une consultation pour faire de l'enduro une discipline de la coupe du monde de VTT pour 2013. L'idée sera finalement abandonnée mais un circuit d'enduro international (non rattaché à l'UCI), les Enduro World Series, verra tout de même le jour lors de la saison 2013 sous l'impulsion de Chris Ball, démissionnaire de la commission descente à l'UCI. La fédération internationale a réagi en annonçant qu'un circuit d'enduro officiel sera créé en 2014.

## La discipline

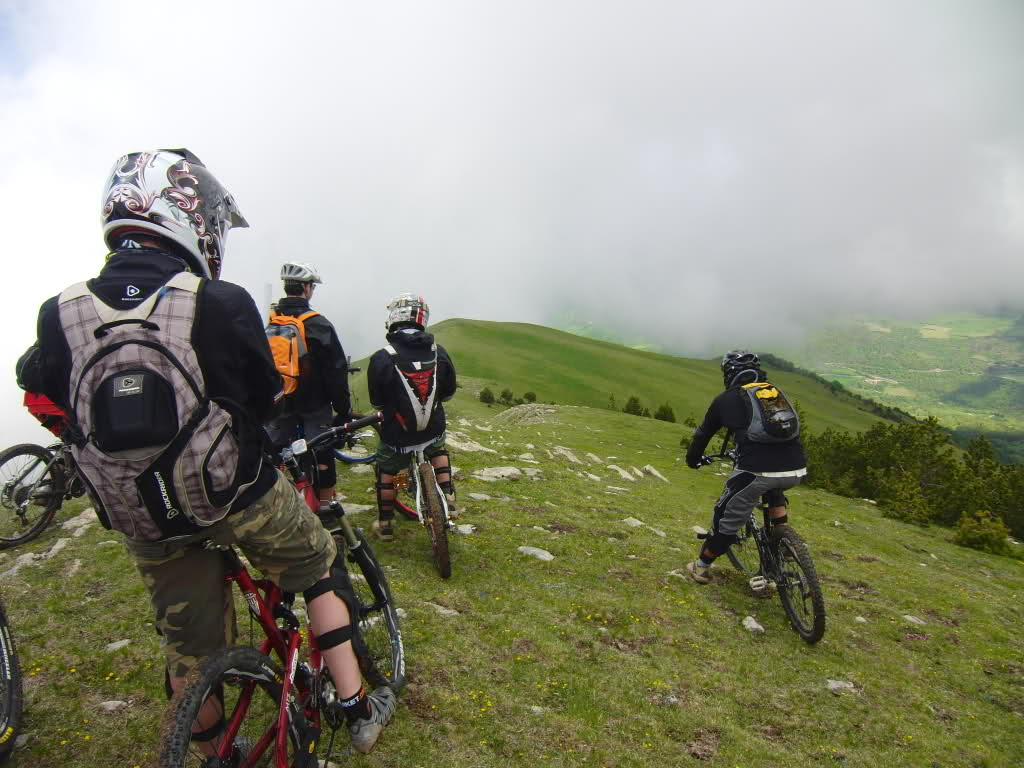
Une session d'Enduro en montagne

L'enduro VTT est une discipline inspirée de l'enduro moto[réf. souhaitée]. Le parcours est à profil globalement descendant, généralement sur des chemins monotrace, et est constitué de spéciales chronométrées (4-8), avec départ individuel, et de liaisons non chronométrées, à réaliser à vélo, parfois avec un temps limite. Les spéciales sont des descentes relativement longues (5-20 minutes), et naturelles, c'est-à-dire rarement avec des éléments rajoutés ou fabriqués artificiellement, comme c'est souvent le cas en descente. L'enduro est une discipline qui demande une excellente technique pour aller vite en descente, mais également une bonne condition physique pour les relances et les sections de montée.
Parallèlement à ce format, on associe également au monde de l'enduro les descentes marathon, comme la Mégavalanche de l'Alpe d'Huez, la Mountain of Hell, ou la Mégavalanche de La Réunion. Ces courses se déroulent sur le même type de terrain que les enduros par spéciales, mais sont d'un seul tenant, avec un départ groupé, et des distances plus importantes (1 à 2 heures de course). Contrairement à la descente pure, les descentes marathon comportent des sections importantes de pédalage, voire de montée.

## Le matériel

### Équipement du pilote
Le pilote doit s'équiper d'un casque intégral, d'un masque ou de lunettes, de gants longs, de genouillères et également de protections pour la colonne vertébrale. Leur rôle est essentiel pour se protéger en cas de chute ou de collisions imprévues (arbres, pierres, branches, etc.). Des équipements de protections pour les avant bras, les tibias et les hanches peuvent également être utilisés, mais rarement obligatoires en compétition[réf. souhaitée].

### Le vélo
Les vélos utilisés doivent être capables de descendre, mais aussi de permettre un pédalage efficace, des sections montantes pouvant être présentes. Un poids contenu est donc un élément important de ces vélos. Le poids varie entre 12 kilos et 16 kilos, mais peut varier si des équipements optionnels sont ajoutés tel qu'une gourde, des chambres à air de rechange ou encore des outils.

#### Le cadre
L'enduro se pratique généralement avec un VTT tout suspendu, avec un débattement généralement compris entre 160 et 180 mm. Les vélos sont à mi-chemin entre les vélos tout suspendus destinés au Trail / All Mountain et les vélos de Descente[réf. souhaitée].
Il existe également des VTT à cadre semi rigide (Hardtail en anglais), c'est-à-dire doté d'une suspension uniquement à l'avant (fourche suspendue entre 120 et 170mm de débattement[réf. souhaitée]) spécifiquement destiné à la pratique de l'enduro. Le terme « enduro-rigide » leur est destiné. Les cadres sont de plus en plus fabriqué en carbone car ils sont plus légers et rigide que en aluminium, mais ces derniers occupent encore la majeure partie du marché. 

#### La transmission
Les VTT d'enduro sont généralement munis d'un seul plateau accompagné d'un guide-chaîne, voire de deux plateaux dans les modèles plus anciens ou encore avec des transmissions électriques[réf. souhaitée]. Généralement, les cassettes sont en 11 ou 12 pignons. Des cassettes avec moins de pignons n'ont pas assez de variabilité de vitesse avec un seul plateau. Les marques principales sont : Shimano (SLX,XT,XTR), Sram (GX, Eagle, XO1), et BOX.

## Compétitions et courses

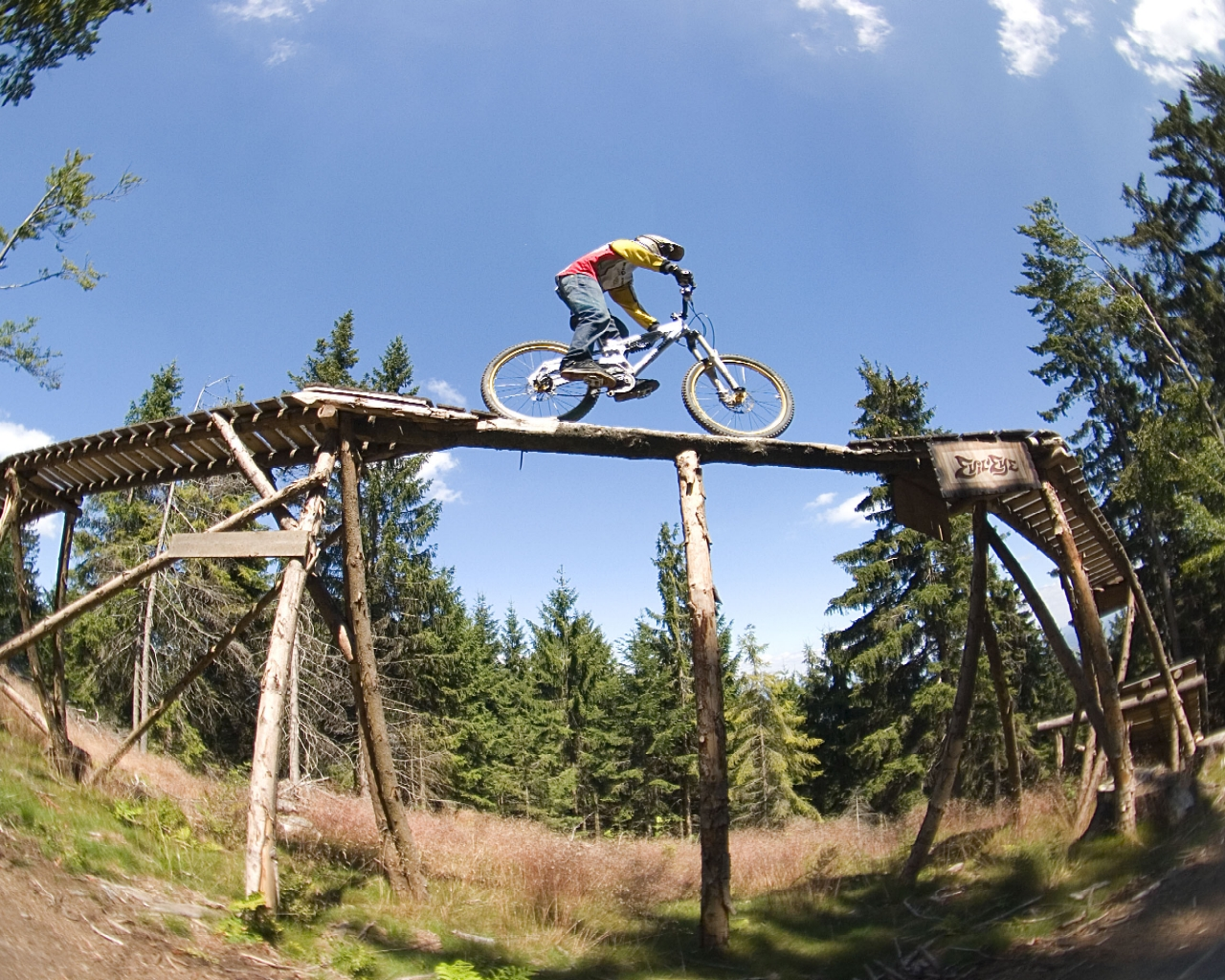
Une passerelle Northshore dans un bike park peut constituer un bon entraînement pour l'enduro.

L'enduro peut se pratiquer librement, tout comme la randonnée, ou en bike park. Il existe toutefois un grand nombre d'événements organisés, tels que l'enduro du Mercantour, l'Enduro World Series, ou le Cannondale Enduro Tour. 
C'est en 2002 qu'est créée la première compétition d'enduro par Fred Glo, la « Tribe 10000 », depuis répétée chaque année et déclinée sous le terme d'Enduro Series, série d'épreuves réparties sur plusieurs sites. Depuis 2011 se tient la coupe de France d'enduro, formée à partir des Enduro Series avec l'aval de la Fédération française de cyclisme. De plus en plus d'événements VTT comportent désormais une épreuve d'enduro, comme le Roc d'Azur, la MB Race ou le Raid des Terres Noires avec en avril son Enduro des Terres Noires.
La saison 2013 voit l'arrivée d'un circuit international qui fédère plusieurs initiatives Internationales, les Enduro World Series (EWS)[réf. souhaitée]. 
Il existe aussi depuis 2018 les Continental Enduro Series : des séries de courses sur chaque continent. Elles sont qualificatives pour les Enduro World Series.
En 2024, les premiers championnats du monde de VTT enduro organisés par l'Union cycliste internationale ont lieu à Val di Fassa en Italie.

## Les pilotes
L'enduro étant une discipline relativement récente, les pilotes viennent en premier lieu de la descente (Nicolas Vouilloz, Fabien Barel, Anne-Caroline Chausson ou Sam Hill). Des pilotes spécifiques sont toutefois apparus, avec plus de physique, comme Rémy Absalon et Jérôme Clementz, qui dominent assez largement la discipline.
Les pilotes de cross-country (XC) s'intéressent également à la discipline, comme Nino Schurter, qui remporte la Maxiavalanche de Flims en 2010, Julien Absalon qui participe à l'enduro des Hautes-Vosges, ou François Bailly-Maître, 7e de la coupe de France d'enduro 2011.
Discipline marquée essentiellement par des pilotes et des événements français, elle s'internationalise doucement depuis les années 2010, et suscite également l'intérêt de pilotes italiens, américains à l'image de Mark Weir, de Ben Cruz et surtout suisses, avec en particulier René Wildhaber, Myriam Saugy et Florian Golay.